# Marquês de Arronches
O título nobiliárquico de Marquês de Arronches foi criado em 27 de Abril de 1674 por D. Afonso VI de Portugal a favor de Henrique de Sousa Tavares, 3º conde de Miranda do Corvo e 28º senhor da Casa de Sousa.

## Lista de Sucessão ao título de Marquês de Arronches

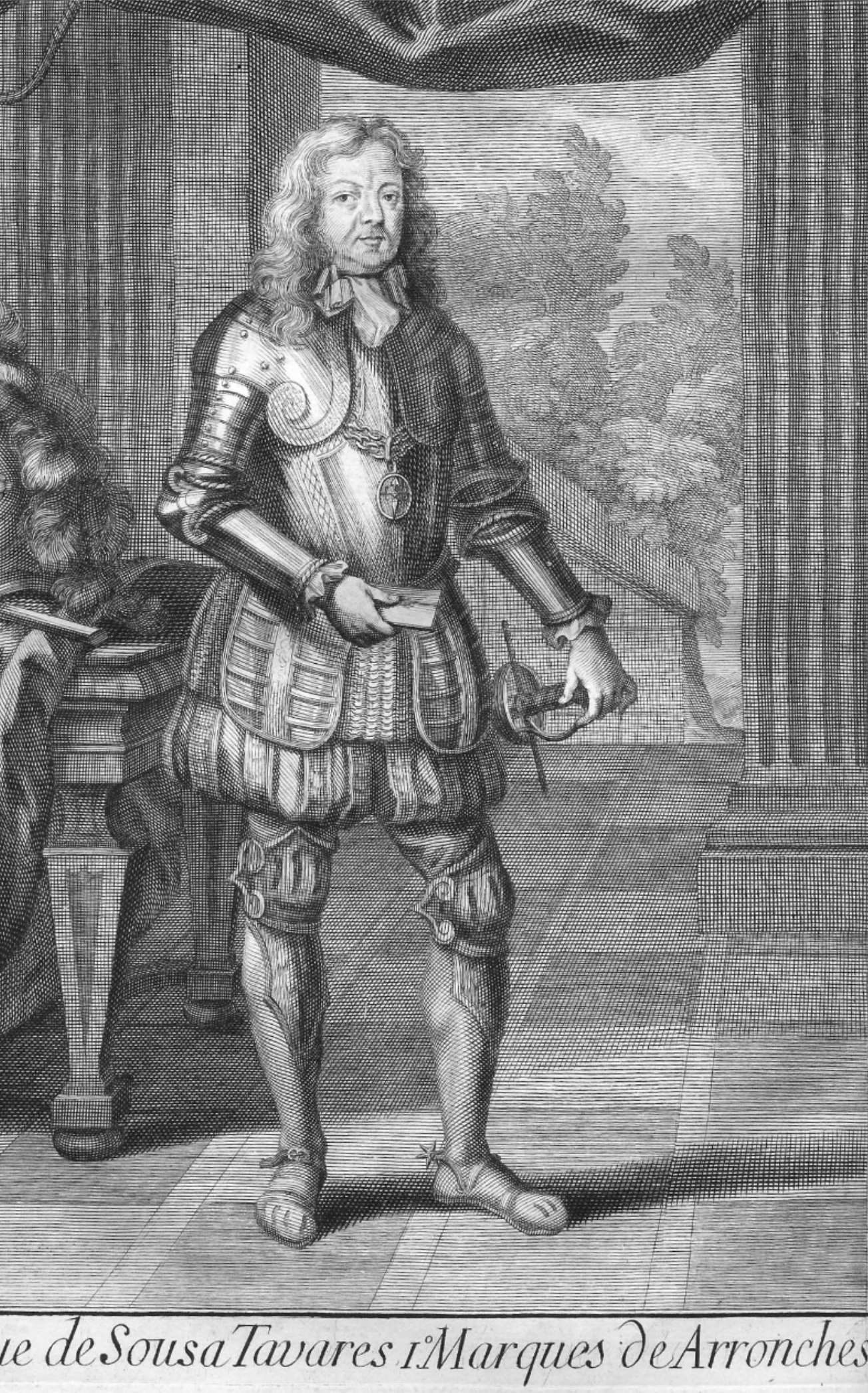
Retrato de D. Henrique de Sousa Tavares, 1º Marquês de Arronches

### Titulares

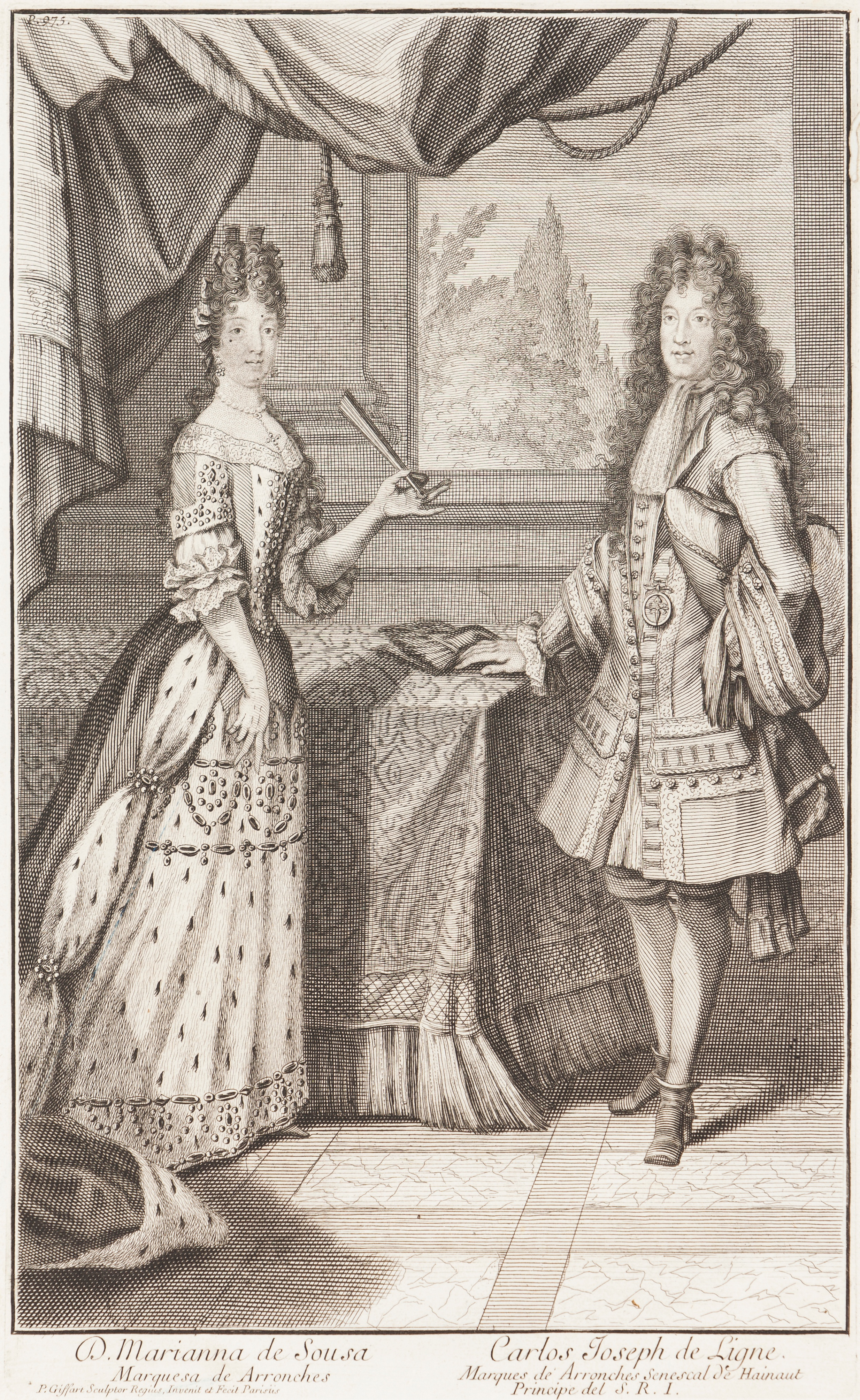
A Marquesa de Arronches, D. Mariana de Sousa, e seu marido, D. Carlos José de Ligne, em gravura de 1694

1. D. Henrique de Sousa Tavares (1626-1706), 3º conde de Miranda do Corvo, 28º senhor da Casa de Sousa e Embaixador Extraordinário de Portugal em Londres[1];
2. D. Mariana Luísa Francisca de Sousa Tavares Mascarenhas da Silva (1672-1743), 5ª condessa de Miranda do Corvo e 29ª senhora da Casa de Sousa; neta do anterior,
3. D. Pedro Henrique de Bragança (1718-1761), 1º duque de Lafões e 7ª conde de Miranda do Corvo, neto da anterior titular; morreu sem descendência sucedendo-lhe o irmão,
4. D. João Carlos de Bragança (1719-1806), 2º duque de Lafões e 8º conde de Miranda do Corvo; sucedeu-lhe a filha,
5. D. Ana Maria de Bragança e Ligne de Sousa Tavares Mascarenhas da Silva (1797-1851), 3ª duquesa de Lafões e 9ª condessa de Miranda do Corvo; sucedeu-lhe a filha,
6. D. Maria Carlota de Bragança e Ligne de Sousa Tavares Mascarenhas da Silva (1820-1865), 34ª senhora da Casa de Sousa; sucedeu-lhe o filho,
7. D. Caetano Segismundo de Bragança e Ligne de Sousa Tavares Mascarenhas da Silva (1856-1927), 4º duque de Lafões, sucedeu-lhe o filho,
8. D. Afonso de Bragança, 5º duque de Lafões (1893-1946), sucedeu-lhe o filho
9. D. Lopo de Bragança, 6º duque de Lafões (1921-2008), morreu sem geração, sucedendo-lhe o sobrinho
10. D. Afonso Caetano de Barros e Carvalhosa de Bragança (1956-2021), filho de D. Miguel Bernardo de Bragança (1927-2002) - irmão de D. Lopo -, e de sua mulher, D. Maria da Assunção de Barros e Carvalhosa (1927-2003), filha do 3.º Visconde de Santarém e neta materna do 3.º Marquês do Funchal. Sucedeu-lhe o filho
11. D. Miguel Bernardo de Casal Ribeiro Bravo de Bragança (n. 1982). Assumiu o título em 2021. Sucedeu-lhe a irmã[2]
12. D. Carolina de Casal Ribeiro Bravo de Bragança (n. 1980). A actual Marquesa de Arronches é filha de D. Afonso Caetano de Barros e Carvalhosa de Bragança (nascido em Lisboa a 11 de Janeiro de 1956 - e morreu em Lisboa a 28 de Maio de 2021), 7.º Duque de Lafões, 10.º Marquês de Arronches, 13.º Conde de Miranda do Corvo, 9.º Marquês de Marialva, 10.º Conde de Cantanhede, todos de juro e herdade, 3.º Duque de Miranda do Corvo e 4.º Conde de Cavaleiros, por certificados do Instituto da Nobreza Portuguesa de 23 de Outubro de 2008. Atual titular (desde 2022)[2]